# Sphaerodothis eremochloae
Sphaerodothis eremochloae är en svampart som beskrevs av Sawada 1959. Sphaerodothis eremochloae ingår i släktet Sphaerodothis och familjen Phyllachoraceae.   Inga underarter finns listade i Catalogue of Life.